# Х-Мен: Тъмния феникс
Вижте пояснителната страница за други значения на Х-Мен.
„Х-Мен: Тъмния феникс“ (на английски: Dark Phoenix) е американски филм от 2019 г. на режисьора Саймън Кинбърг. Това е 12-ият филм от поредицата „Х-Мен“ на Марвел Комикс. Премиерата в САЩ е на 7 юни 2019 г.

## Резюме
По време на спасителна мисия, Джийн Грей ударена от космическа сила, която я прави най-силният мутант на всички времена, като я превръща в Мрачни феникс. Бореща се с нарастващата и нестабилна сила, Джийн излиза от контрол и убива един от членовете на Х-Мен. Докато Х-Мен се борят с най-страшния си враг - един от техните, извънземна раса пристига на Земята и манипулира Мрачния феникс за техните цели.

## Актьорски състав
| Актьор            | Роля                           |
| ----------------- | ------------------------------ |
| Джеймс Макавой    | Чарлз Екзевиър / Професор Х    |
| Майкъл Фасбендър  | Ерик Леншър / Магнито          |
| Дженифър Лорънс   | Рейвън Даркхолм / Мистик       |
| Никълъс Холт      | Д-р Хенри „Ханк“ Маккой / Звяр |
| Софи Търнър       | Д-р Джийн Грей / Феникс        |
| Тай Шеридан       | Скот Съмърс / Циклоп           |
| Александра Шип    | Ороро Мънро / Буря             |
| Евън Питърс       | Питър Максимов / Живак         |
| Коуди Смит-Макфий | Кърт Вагнър / Нощна сянка      |
| Джесика Частейн   | Маргарет Смитх / Вук           |
| Кота Еберхарт     | Селен Галио                    |
| Халстън Сейдж     | Алисън Блеър / Дазлер          |
| Ламар Джонсън     | Мач                            |